# Scopula agrapta
Scopula agrapta är en fjärilsart som beskrevs av W. Warren 1902. Scopula agrapta ingår i släktet Scopula och familjen mätare. Inga underarter finns listade.